# Echinohelea pastoriana
Echinohelea pastoriana är en tvåvingeart som beskrevs av Clastrier 1984. Echinohelea pastoriana ingår i släktet Echinohelea och familjen svidknott.
Artens utbredningsområde är Guinea. Inga underarter finns listade i Catalogue of Life.